# Luc Jacquet
Luc Jacquet (* 5. Dezember 1967 in Bourg-en-Bresse) ist ein französischer Biologe und Regisseur.

## Leben
Für den Film Der Kongress der Pinguine von 1993 wurde der Biologe ohne jegliche Filmerfahrung von Pio Corradi in die Aufgaben eines Kameraassistenten eingeführt. Später führte Jacquet bei mehreren Tierdokumentarfilmen für das Fernsehen Regie, wie bspw. 2001 bei Pinguine – Leben und Überleben in der Antarktis ("Une plage et trop de manchots") sowie 2004 bei Im Zeichen der Schlange ("Sous le signe du serpent") und Von Pinguinen und Menschen – Überleben im ewigen Eis ("Des manchots et des hommes"). Einem großen Publikum bekannt wurde er 2005 mit der Regie und dem Drehbuch für den Kinofilm Die Reise der Pinguine, der ein Welterfolg war und bei der 78. Oscarverleihung in Hollywood am 5. März 2006 mit dem "Oscar bester Dokumentarfilm" ausgezeichnet wurde.
2007 kam sein zweiter langer Spielfilm ins Kino, Der Fuchs und das Mädchen.
2013 erschien mit Das Geheimnis der Bäume eine weitere Kino-Naturdokumentation von Jacquet, 2015 folgte Zwischen Himmel und Eis.
2017 kam eine Fortsetzung seines Films von 2005 mit dem Titel Die Reise der Pinguine 2 - Der Weg des Lebens in die Kinos.

## Auszeichnungen
- 2023: Locarno Film Festival: Locarno Kids Award la Mobiliere[3]